# 鲁崇义
鲁崇义（1898年—1987年），字宜轩，男，山东德州人，中国军事人物，曾任第六届全国人大代表，第二、三、四、五届全国政协委员。